# Idaea pulverata
Idaea pulverata là một loài bướm đêm trong họ Geometridae.